# Josephine Kenyon
Josephine Hemenway Kenyon (Auburn, 10 de mayo de 1880-Boulder, 10 de enero de 1965) fue una pediatra y educadora de salud estadounidense conocida por sus contribuciones al campo del cuidado infantil y la educación en salud pública a principios del siglo XX. Fue una de las primeras mujeres en graduarse de la Escuela de Medicina de la Universidad Johns Hopkins y tuvo una distinguida carrera como médica, investigadora y destacada defensora de la maternidad científica.
Kenyon practicó la medicina a lo largo de su carrera, manteniendo afiliaciones con varios hospitales de Nueva York, incluido el Instituto Neurológico, la Enfermería para Mujeres y Niños de Nueva York y el Hospital Bellevue. Fue miembro de varias sociedades médicas profesionales, incluida la Asociación Médica Estadounidense, y miembro de la Academia de Medicina de Nueva York.

## Biografía

### Primeros años y educación
Josephine Hemenway Kenyon nació el 10 de mayo de 1880 en Auburn, Nueva York. Era hija de Charles Carroll Hemenway, un ministro presbiteriano, e Ida Eliza Shackelford. Cuando Kenyon tenía once años, la familia se mudó a Glasgow, Misuri, donde su padre se convirtió en presidente del Pritchett College. Kenyon estudió en Pritchett y obtuvo una licenciatura en 1898 y una maestría en 1899.
En 1899, Kenyon se mudó a Filadelfia y estudió biología con Thomas Hunt Morgan en Bryn Mawr College para trabajar en la carrera de medicina. En 1900, se convirtió en estudiante de la Facultad de Medicina de la Universidad Johns Hopkins en Baltimore, donde recibió educación de médicos como William Henry Welch, Sir William Osler, William Stewart Halsted y Howard Atwood Kelly. En 1904, Kenyon fue una de las tres mujeres que se graduaron en una promoción de cuarenta y cinco personas, algunas de las primeras mujeres en graduarse de la facultad de medicina.

### Carrera médica
Al graduarse, Kenyon ganó una pasantía competitiva como médico en el Hospital de la Universidad Johns Hopkins, que ocupó durante un año. En 1905, comenzó el primero de seis años como residente en el Babies' Hospital de Nueva York, una de las primeras instituciones estadounidenses que se ocupaba exclusivamente del cuidado de bebés menores de tres años. Durante su residencia, Kenyon realizó investigaciones sobre las enfermedades influenza y meningitis en niños con el médico jefe del hospital, Luther Emmett Holt, considerado uno de los padres fundadores de la pediatría en los Estados Unidos, y Martha Wollstein, otra residente que luego se convirtió en una notable investigadora médica en el Instituto Rockefeller.
Después de su residencia, Kenyon abrió su propia práctica privada de pediatría en la ciudad de Nueva York. En 1911, se casó con James Henry Kenyon, neurocirujano del Babies' Hospital. La pareja tuvo dos hijas.

### Educadora y defensora de la salud pública
Kenyon también comenzó a trabajar como educadora en temas relacionados con el cuidado infantil, la higiene social y la educación sexual. En 1909, estaba dando conferencias especiales en el Teachers College de la Universidad de Columbia, y en 1913 fue nombrada allí para el puesto de profesora, que ocupó durante veinticuatro años. Kenyon inició un curso de puericultura, por recomendación de Holt, quien la describió como «el mejor hombre que he tenido en mi personal». También impartió conferencias sobre temas relacionados con la educación sanitaria y la higiene social, cuyo objetivo era disuadir la prostitución y la transmisión de enfermedades venéreas.
Kenyon ayudó a organizaciones de reforma social preocupadas por el trabajo de salud pública, incluida la Junta de Misiones Nacionales de la Iglesia Presbiteriana en los Estados Unidos, Diet Kitchen de Nueva York y la junta nacional de Asociaciones Cristianas de Mujeres Jóvenes (YWCA, Young Women's Christian Associations). En su trabajo para la YWCA, organizó una serie de conferencias a nivel nacional, con presentaciones de médicas, para dirigirse a audiencias de mujeres jóvenes. Durante la Primera Guerra Mundial, organizó una serie de conferencias para abordar la conducta sexual adecuada de las mujeres en el trato con los soldados. Se desempeñó como directora interina de la Sección de Trabajo de Mujeres de la División de Higiene Social de la Comisión de Actividades de Campos de Entrenamiento del Departamento de Guerra de Estados Unidos.
En 1921 terminó el trabajo de Kenyon con la junta de la YWCA. En 1922, asumió un nuevo papel en la educación en salud pública. Aceptó un puesto en Good Housekeeping que la situó como una autoridad científica popular. Kenyon dirigió el Club de Salud y Felicidad, un servicio de correspondencia para mujeres embarazadas que les enviaba cartas sobre atención prenatal y posterior infantil. En 1923, Kenyon escribía columnas mensuales para la revista, centrándose en los problemas del cuidado infantil planteados por los miembros del club.

### Autora y asesora pediátrico
En 1934, Kenyon escribió Healthy Babies Are Happy Babies: A Complete Handbook for Modern Mothers. El libro pertenecía a un género de manuales de cuidado infantil iniciado por Holt en 1894 con The Care and Feeding of Children. El libro de Kenyon fue muy popular y se imprimió diecinueve en los Estados Unidos y cinco traducciones en el extranjero. La popularidad del libro reflejó el atractivo de Kenyon y la autoridad percibida como madre y médica. En el transcurso de sus cinco revisiones (las dos últimas en coautoría con su hija Ruth Kenyon Russell), su consejo pasó de enfatizar horarios rígidos a alentar la programación «a pedido» basada en el niño. Se destacó el sano desarrollo emocional del niño, así como la importancia de la salud pre y posnatal de la madre.
El libro fue ampliamente elogiado por sus consejos prácticos y su atractivo tanto para las madres como para los médicos. Hazel Corbin, directora general de la Asociación de Centros de Maternidad, apoyó con entusiasmo el libro y dijo a las nuevas madres que «el consejo más sensato que puedo darles sobre el cuidado del bebé es que consigan una copia de ese libro».

## Últimos años y legado
La madre de Kenyon, Ida Shackelford, se mudó con ella en 1933. El marido de Kenyon murió en 1939. Su madre murió el 14 de octubre de 1940, tras una larga enfermedad. En 1950, Kenyon cerró su consulta pediátrica y se mudó a Boulder, Colorado, para vivir cerca de sus hijas y sus familias. Continuó escribiendo para Good Housekeeping hasta 1952. Kenyon murió en Boulder el 10 de enero de 1965, a la edad de 84 años.

### Libros
- Opitz, Donald L. (2000). «Kenyon, Josephine Hemenway». American National Biography (Nueva York: Oxford University Press). doi:10.1093/anb/9780198606697.article.1200480. (requiere suscripción).

- Datos: Q55720203